# Musée-Placard d'Erik Satie
Le Musée-Placard d'Erik Satie était un petit musée consacré au compositeur Erik Satie (1866-1925), situé au 6 rue Cortot dans le 18e arrondissement de Paris.

## Description
Il s'agissait d'une reconstitution de la pièce où le compositeur vécut de 1896 à 1898, au deuxième étage du 6 de la rue Cortot. Il habita toutefois dans différents appartements de cet immeuble, de 1890 à 1898. Le musée, qui était le plus petit au monde (3 × 3 m), a fermé ses portes au public en 2008.